# Ukrainische Eishockeyliga 2017/18
Die Saison 2017/18 war die 25. Spielzeit der ukrainischen Eishockeyliga, der höchsten ukrainischen Eishockeyspielklasse. Meister wurde zum sechsten  Mal in der Vereinsgeschichte  der HK Donbass Donezk.

## Teilnehmer
Drei der sechs Mannschaften des Vorjahres nahmen erneut teil. Hinzu kamen der HK Wowky Browary, der HK Halyzki Lewy Nowojaworiwsk und der MHK Dinamo Charkiw. Der HK Krywbass, der HK Generals Kiew und der HK Wytjas Charkiw verzichteten auf eine erneute Teilnahme.
| Team                          | Standort      | Spielstätte                                 | Kapazität |
| ----------------------------- | ------------- | ------------------------------------------- | --------- |
| HK Bilyj Bars Bila Zerkwa     | Bila Zerkwa   | Bilyj-Bars-Eisarena                         | 450       |
| HK Wowky Browary              | Browary       | Einkaufs- und Unterhaltungszentrum Terminal | 1500      |
| HK Halyzki Lewy Nowojaworiwsk | Nowojaworiwsk | Eispalast Nowojaworiwsk                     | 600       |
| Dinamo Charkiw                | Charkiw       | Saltiwskyj Lid                              | 800       |
| HK Donbass Donezk             | Druschkiwka   | Altair-Eisarena                             | 373       |
| HK Krementschuk               | Krementschuk  | Iceberg-Eisarena                            | 500       |

## Modus
Die sechs Mannschaften absolvierten in der Hauptrunde insgesamt 40 Spiele, spielten also achtmal gegen jeden anderen Verein. Die ersten zwei Mannschaften qualifizierten sich direkt für das Playoff-Halbfinale, während die verbleibenden vier Mannschaften im Playoff-Viertelfinale zwei weitere Halbfinal-Teilnehmer bestimmten. Für einen Sieg nach regulärer Spielzeit erhielt jede Mannschaft drei Punkte, für einen Sieg nach Verlängerung zwei Punkte, bei einer Niederlage nach Verlängerung gab es ein Punkt und bei einer Niederlage nach regulärer Spielzeit null Punkte.

## Hauptrunde
|    | Klub                          | Sp | S  | OTS | OTN | N  | Tore    | Punkte |
| -- | ----------------------------- | -- | -- | --- | --- | -- | ------- | ------ |
| 1. | HK Donbass Donezk             | 40 | 38 | 1   | 0   | 1  | 266:067 | 116    |
| 2. | HK Bilyj Bars Bila Zerkwa     | 40 | 27 | 0   | 3   | 10 | 199:105 | 84     |
| 3. | HK Krementschuk               | 40 | 23 | 2   | 2   | 13 | 164:120 | 75     |
| 4. | Dinamo Charkiw                | 40 | 16 | 1   | 1   | 22 | 155:168 | 51     |
| 5. | HK Halyzki Lewy Nowojaworiwsk | 40 | 7  | 2   | 0   | 31 | 083:211 | 25     |
| 6. | HK Wowky Browary              | 40 | 3  | 0   | 0   | 37 | 098:294 | 9      |

Sp = Spiele, S = Siege, OTS = Overtime-Siege, OTN = Overtime-Niederlage, N = Niederlagen

## Play-offs

### Turnierbaum
|  | Viertelfinale | Viertelfinale    | Viertelfinale |  |  | Halbfinale | Halbfinale        | Halbfinale |  |   | Finale            | Finale          | Finale |
|  |               |                  |               |  |  |            |                   |            |  |   |                   |                 |        |
|  |               |                  |               |  |  | 1          | HK Donbass Donezk | 3          |  |   |                   |                 |        |
|  | 4             | Dinamo Charkiw   | 2             |  |  | 4          | Dinamo Charkiw    | 0          |  |   |                   |                 |        |
|  | 5             | Halyzki Lewy     | 1             |  |  |            |                   |            |  | 1 | HK Donbass Donezk | 4               |        |
|  |               |                  |               |  |  |            |                   |            |  |   | 3                 | HK Krementschuk | 1      |
|  |               |                  |               |  |  | 2          | Bilyj Bars        | 0          |  |   |                   |                 |        |
|  | 3             | HK Krementschuk  | 2             |  |  | 3          | HK Krementschuk   | 3          |  |   |                   |                 |        |
|  | 6             | HK Wowky Browary | 0             |  |  |            |                   |            |  |   |                   |                 |        |

### Viertelfinale
|                                                | Serie | 1   | 2   |
| Dinamo Charkiw – HK Halyzki Lewy Nowojaworiwsk | 2:1   | 2:2 | 4:3 |
| HK Krementschuk – HK Wowky Browary             | 2:0   | 5:1 | 5:3 |

### Halbfinale
|                                             | Serie | 1   | 2   | 3   |
| HK Donbass Donezk – Dinamo Charkiw          | 3:0   | 6:2 | 9:0 | 9:2 |
| HK Bilyj Bars Bila Zerkwa – HK Krementschuk | 0:3   | 1:2 | 3:5 | 4:5 |

### Finale
|                                     | Serie | 1   | 2   | 3   | 4   | 5   |
| HK Donbass Donezk – HK Krementschuk | 4:1   | 3:0 | 6:3 | 3:4 | 5:2 | 3:0 |